# Noruega nos Jogos Olímpicos de Inverno de 1928
A Noruega mandou 25 competidores que disputaram cinco modalidades nos Jogos Olímpicos de Inverno de 1928, em St. Moritz, na Suíça. A delegação conquistou 15 medalhas no total, sendo seis de ouro, quatro de prata, e cinco de bronze.